# Ptychoderes
Ptychoderes är ett släkte av skalbaggar. Ptychoderes ingår i familjen plattnosbaggar.

## Dottertaxa tillPtychoderes, i alfabetisk ordning[1]
- Ptychoderes affinis
- Ptychoderes angulatus
- Ptychoderes antiquus
- Ptychoderes bicallosus
- Ptychoderes bivittatus
- Ptychoderes brevis
- Ptychoderes callosus
- Ptychoderes cinereus
- Ptychoderes columbianus
- Ptychoderes depressus
- Ptychoderes elongatus
- Ptychoderes insularis
- Ptychoderes jordani
- Ptychoderes longicollis
- Ptychoderes mixtus
- Ptychoderes nanus
- Ptychoderes nebulosus
- Ptychoderes obsoletus
- Ptychoderes pustulatus
- Ptychoderes rugicollis
- Ptychoderes subfasciatus
- Ptychoderes tricostifrons
- Ptychoderes variegatus
- Ptychoderes virgatus
- Ptychoderes viridanus
- Ptychoderes vittatus